# Donovan's Brain
Donovan's Brain  é um filme estadunidense, do ano de 1953, dos gêneros ficção científica e horror, dirigido por Felix E. Feist.
O filme é baseado no romance homônimo de Curt Siodmak.

## Enredo
Com o desenvolvimento de uma nova técnica de implantes no cérebro, um grupo de cientistas acaba criando um grande perigo para toda a humanidade

## Elenco
- Lew Ayres.......Dr. Patrick J. Cory
- Gene Evans.......Dr. Frank Schratt
- Nancy Davis.......Janice Cory
- Steve Brodie.......Herbie Yocum
- Tom Powers.......Assessor de Donovan
- Lisa Howard.......Chloe Donovan
- James Anderson.......Chefe Tuttle
- Victor Sutherland.......Nathaniel Fuller
- Michael Colgan.......Tom Donovan
- Peter Adams.......Sr. Webster
- Harlan Warde.......Agente Brooke
- Shimen Ruskin.......Tailor
- Don Brodie.......Detective Who/Dr. Cory
- William Cottrell.......Dr. Crane
- John Hamilton.......Sr. MacNish
- Paul Hoffman.......Mr. Smith
- Stapleton Kent.......W. J. Higgins
- Faith Langley.......Recepcionista de Fuller
- Max Wagner.......Agente da estação